# Jacques Ehrlich
Jacques Louis Ehrlich (25. října 1893, Paříž – 10. srpna 1953, Paříž) byl 16. nejúspěšnějším francouzským stíhacím pilotem první světové války s celkem 19 uznanými sestřely.
Byl šestým nejúspěšnějším specialistou na sestřelování balónů ze všech letců první světové války – z jeho 19 sestřelů bylo 18 balónů.
Byl nejúspěšnějším spojeneckým pilotem židovského vyznání. Všech svých sestřelů docílil během tří měsíců od konce června do poloviny září 1918. Při svém posledním vítězství 18. září 1918 byl sestřelen a zajat.
Během války získal mimo jiné tato vyznamenání: Médaille militaire a Croix de Guerre.